# Diego Medina (meksykański piłkarz)
Diego Javier Medina Vázquez (ur. 12 marca 2001 w Torreón) – meksykański piłkarz występujący na pozycji skrzydłowego, od 2022 roku zawodnik Santosu Laguna.